# Andrographis rotundifolia
Andrographis rotundifolia là một loài thực vật có hoa trong họ Ô rô. Loài này được (Sreem.) Sreem. mô tả khoa học đầu tiên năm 1977.